# 9683 Рамбальдо
9683 Рамбальдо (9683 Rambaldo) — астероїд головного поясу, відкритий 24 вересня 1960 року.
Тіссеранів параметр щодо Юпітера — 3,588.
Названо на честь Альфреда Е. Рамбальдо (1879 - 1911), дослідника зовнішніх шарів атмосфери, палкого прихильника авіації.